# Abraxas semilugens
Abraxas semilugens är en fjärilsart som beskrevs av W. Warren 1893. Abraxas semilugens ingår i släktet Abraxas och familjen mätare. Inga underarter finns listade i Catalogue of Life.